# الشعب (صحيفة)
جريدة الشعب الجزائرية يومية وطنية إخبارية تصدر باللغة العربية تأسست في 11 ديسمبر 1962. وهي أول جريدة تُطبع باللغة العربية في الجزائر ولهذا يطلق عليها لقب أم الجرائد.

## وصلات خارجية
- الموقع الرسمي لجريدة الشعب.